# 武装警察第126師団
武装警察第126師団（武警第126师）は、中国人民武装警察部隊の師団の1つ。

## 歴史
第4野戦軍第42軍第126師を前身とする。
- 1950年 - 朝鮮戦争に参加
- 1996年 - 武警第126師に改編

## 編制
- 第376連隊（8731部隊） - 広東省花都
- 第377連隊（8732部隊） - 湖南省耒陽
- 第378連隊（8733部隊） - 湖南省耒陽
- 第712連隊（8734部隊） - 広東省花都